# Rhinolophus swinnyi
Rhinolophus swinnyi (Gough, 1908) è un pipistrello della famiglia dei Rinolofidi diffuso nell'Africa subsahariana.

## Descrizione

### Dimensioni
Pipistrello di piccole dimensioni, con la lunghezza totale tra 60 e 95 mm, la lunghezza dell'avambraccio tra 40 e 44 mm, la lunghezza della coda tra 16 e 30 mm, la lunghezza del piede tra 8 e 9 mm, la lunghezza delle orecchie tra 15 e 20 mm e un peso fino a 8,3 g.

### Aspetto
La pelliccia è corta, soffice e lanuginosa. Le parti dorsali variano dal grigio chiaro al marrone chiaro, mentre le parti ventrali sono più chiare, talvolta bianche o crema. È presente una fase arancione. Le orecchie sono relativamente corte. La foglia nasale presenta una lancetta triangolare, con i bordi concavi e la punta smussata, un processo connettivo arrotondato, una sella priva di peli e con i bordi leggermente concavi. La porzione anteriore stretta, non copre completamente il muso,è priva di fogliette laterali e con un incavo centrale profondo alla base. Il labbro inferiore ha tre solchi longitudinali, con i due più esterni spesso indistinti. La coda è lunga ed inclusa completamente nell'ampio uropatagio. Il primo premolare superiore è piccolo e situato lungo la linea alveolare. 

### Ecolocazione
Emette ultrasuoni ad alto ciclo di lavoro con impulsi a frequenza costante di 102–104 kHz

## Biologia

### Comportamento
Si rifugia singolarmente o in gruppi fino a 5 individui nelle zone più buie di grotte e miniere abbandonate. Rimane sospeso aggrappandosi alle pareti. Talvolta condivide i siti con Rhinolophus simulator. 

### Alimentazione
Si nutre di falene, coleotteri, termiti e in misura minore di mosche, grilli, scarabei ed altri insetti non identificati raccolti nella fitta vegetazione.

### Riproduzione
Femmine gravide sono state catturate nei primi di novembre nel Malawi e nello Zimbabwe. Danno alla luce un piccolo alla volta.

## Distribuzione e habitat
Questa specie è diffusa nella Repubblica Democratica del Congo occidentale e meridionale, Tanzania centrale, Zanzibar, Zambia, Mozambico sud-occidentale, Zimbabwe e Sudafrica nord-orientale ed orientale.
Vive nelle savane alberate, boschi di Miombo e foreste montane fino a 1.642 metri di altitudine.

## Conservazione
La IUCN Red List, considerato il vasto areale e la popolazione presumibilmente numerosa, classifica R.swinnyi come specie a rischio minimo (Least Concern)).